# Rendville
Rendville – wieś w Stanach Zjednoczonych, w stanie Ohio, w hrabstwie Perry.